# Reiersen
Reiersen er en dansk slægt, der omfatter blandt andre:
- Andreas Reiersen (1716–1785) - dansk præst
- Christian Reiersen  (1792–1876) - dansk politiretsassessor
- Christian Frederik Reiersen (1826–1874) - dansk overlærer og forfatter
- Frederik Reiersen (1715–1784) - dansk søofficer
- Holger Christian Reiersen (1746–1811) - dansk kancellideputeret
- Niels Lunde Reiersen (1742–1795) - dansk fabrikembedsmand, handelsmand og fondsstifter

Uklart tilhørsforhold:
- Johan Reinert Reiersen (1810–1864), norsk litterat og journalist, søn af degn Ole Reiersen (1779-1852). Begge emigrerede til Texas.